# 韋顗
韋顗（8世纪？—826年1月10日），字周人，一作周仁，唐朝京兆万年人，韋見素之孙，韦益之子。
韋顗生一年而丧父，事奉姊姊称为恭孝。性情好学，精通阴阳、象纬、经略、山川风俗之书。善议论，有清誉。年轻时以门荫补千牛备身，自鄠县县尉判入等，授万年县尉，历任御史、补阙。他担任谏官时，与李约、李正辞讽谏，能回大政。宰相裴垍、李绛、崔群、韦贯之、蕭俛在布衣时多和他交友，他们曾经说：“吾侪五人，智不及一韦公。”后进有浮名之人，也游访其门，于是有时望。元和四年（809年），御史中丞李夷简劾奏京兆尹杨凭前为江西观察使赃罪，付御史台调查，刑部尚书李鄘、大理卿赵昌审理。又抓获杨凭前江西判官、监察御史杨瑗，唐宪宗命大理少卿胡珦、左司员外郎胡证、侍御史韦顗一起审理。元和七年（812年）十一月，吏部尚书郑余庆以病请辞，并请设置吏部考官三员，以兵部员外郎韦顗、屯田员外张仲素、太学博士陆亘等为考判官。吏部郎中杨于陵以为不便。宪宗命考官韦顗等三人只考及第科目人，其余吏部侍郎自定。元和十一年（816年）九月，因补阙张宿构害，吏部侍郎韦顗作为韦贯之朋党，被贬为陕州刺史，刑部郎中李正被贬为金州刺史，度支郎中薛公干被贬为房州刺史，屯田郎中李宣被贬为忠州刺史，考功郎中韦处厚被贬为开州刺史，礼部员外郎崔韶被贬为果州刺史。长庆初年韋顗为大理少卿，升任给事中。李逢吉以朋党专政，韋顗附丽，为时人所讥。但他还是以节俭自居。著有《易蕴解》，推演潜亢终始。唐敬宗即位，长庆四年（824年）三月初七，以尚书右丞韦顗为户部侍郎。五月初七，以判度支、户部侍郎韦顗赐金紫。十月，以户部侍郎韦顗为御史中丞，兼户部侍郎。宝历元年（825年）七月廿五，以户部侍郎韦顗为吏部侍郎，十一月廿八丁酉日（826年1月10日），吏部侍郎韦顗去世，赠礼部尚书。